# Andrena arabica
Andrena arabica is een vliesvleugelig insect uit de familie Andrenidae. De wetenschappelijke naam van de soort is voor het eerst geldig gepubliceerd in 2007 door Scheuchl & Gusenleitner.